# Minhu kraftverk
Minhu kraftverk, officiellt Takuan Power Plant är ett pumpkraftverk i den centrala delen av Taiwan. Det var landets första pumpkraftverk när det invigdes år 1985. Kraftverket tar sitt vatten från Taiwans 
största sjö, den 11,6 km² stora Sun Moon Lake. Vid lågbelastning pumpar turbinerna vatten från Minghureservoaren tillbaka till Sun Moon Lake.
Ytterligare ett pumpkraftverk, Mingtan kraftverk med en effekt på 1 602 MW, tar vatten från Sun Moon Lake.